# F. W. „Dinty“ Moore Trophy
Die F. W. „Dinty“ Moore Trophy ist eine Trophäe der Ontario Hockey League. Sie wird seit 1976 jährlich an den Torhüter mit dem geringsten Gegentorschnitt, der sich in seinem ersten Jahr in Liga befindet, vergeben.
Die Trophäe ist nach Francis William „Dinty“ Moore benannt, der von 1942 bis 1945 der Präsident der Ontario Hockey Association war und 1962 dafür geehrt wurde.

## Liste der Gewinner
- Jahr: Nennt das Jahr, in dem der Spieler die F. W. „Dinty“ Moore Trophy gewonnen hat.
- Gewinner: Nennt den Namen des Gewinners.
- Team: Nennt das Franchise, für das der Spieler zum damaligen Zeitpunkt gespielt hat.
- GAA: Nennt den durchschnittlichen Wert an Gegentoren pro Spiel (Goals Against Average) in der regulären Saison.

| Jahr | Preisträger          | Team                                   | GAA            |
| ---- | -------------------- | -------------------------------------- | -------------- |
| 2025 | Alexei Medwedew      | London Knights                         | 2,79           |
| 2024 | Jack Ivankovic       | Mississauga Steelheads                 | 2,72           |
| 2023 | Zach Bowen           | London Knights                         | 3,10           |
| 2022 | Domenic DiVincentiis | North Bay Battalion                    | 2,59           |
| 2021 | nicht vergeben       | nicht vergeben                         | nicht vergeben |
| 2020 | Brett Brochu         | London Knights                         | 2,40           |
| 2019 | Ethan Taylor         | Sault Ste. Marie Greyhounds            | 3,24           |
| 2018 | Jordan Kooy          | London Knights                         | 3,11           |
| 2017 | Matthew Villalta     | Sault Ste. Marie Greyhounds            | 2,41           |
| 2016 | Michael DiPietro     | Windsor Spitfires                      | 2,45           |
| 2015 | Michael McNiven      | Owen Sound Attack                      | 2,79           |
| 2014 | Matthew Mancina      | Guelph Storm                           | 2,43           |
| 2013 | Alex Nedeljkovic     | Plymouth Whalers                       | 2,28           |
| 2012 | Daniel Altshuller    | Oshawa Generals                        | 3,55           |
| 2011 | Matěj Machovský      | Brampton Battalion                     | 2,90           |
| 2010 | Petr Mrázek          | Ottawa 67’s                            | 3,00           |
| 2009 | J. P. Anderson       | Mississauga St. Michael’s Majors       | 2,94           |
| 2008 | Josh Unice           | Kitchener Rangers                      | 2,45           |
| 2007 | Michal Neuvirth      | Plymouth Whalers                       | 2,32           |
| 2006 | Trevor Cann          | Peterborough Petes                     | 2,65           |
| 2005 | Kyle Gajewski        | Sault Ste. Marie Greyhounds            | 2,55           |
| 2004 | Ryan MacDonald       | London Knights                         | 2,06           |
| 2003 | Ryan Munce           | Sarnia Sting                           | 2,64           |
| 2002 | Jason Bacashihua     | Plymouth Whalers                       | 2,34           |
| 2001 | Andy Chiodo          | Toronto St. Michael’s Majors           | 2,49           |
| 2000 | Andrew Sim           | Sarnia Sting                           | 2,93           |
| 1999 | Levente Szuper       | Ottawa 67’s                            | 2,33           |
| 1998 | Seamus Kotyk         | Ottawa 67’s                            | 2,66           |
| 1997 | Shawn Degagne        | Kitchener Rangers                      | 3,29           |
| 1996 | Brett Thompson       | Guelph Storm                           | 3,09           |
| 1995 | David MacDonald      | Sudbury Wolves                         | 3,07           |
| 1994 | Scott Roche          | North Bay Centennials                  | 3,52           |
| 1993 | Ken Shepard          | Oshawa Generals                        | 3,48           |
| 1992 | Sandy Allan          | North Bay Centennials                  | 3,85           |
| 1991 | Kevin Hodson         | Sault Ste. Marie Greyhounds            | 3,22           |
| 1990 | Sean Basilio         | London Knights                         | 3,65           |
| 1989 | Jeff Wilson          | Kingston Raiders                       | 3,99           |
| 1988 | Todd Bojcun          | Peterborough Petes                     | 2,93           |
| 1987 | Jeff Hackett         | Oshawa Generals                        | 3,04           |
| 1986 | Paul Henriques       | North Bay Centennials Belleville Bulls | 3,60           |
| 1985 | Ron Tugnutt          | Peterborough Petes                     | 3,77           |
| 1984 | Gerry Iuliano        | Sault Ste. Marie Greyhounds            | 3,64           |
| 1983 | Dan Burrows          | Belleville Bulls                       | 4,13           |
| 1982 | Shawn Kilroy         | Peterborough Petes                     | 2,97           |
| 1981 | John Vanbiesbrouck   | Sault Ste. Marie Greyhounds            | 4,14           |
| 1980 | Mike Vezina          | Ottawa 67’s                            | 3,93           |
| 1979 | Nick Ricci           | Niagara Falls Flyers                   | 3,46           |
| 1978 | Ken Ellacott         | Peterborough Petes                     | 3,56           |
| 1977 | Barry Heard          | London Knights                         | 3,28           |
| 1976 | Mark Locken          | Hamilton Fincups                       | 3,14           |